# Naissance en 1902
Naissance
- 1898
- 1899
- 1900
- 1901
- 1902
- 1903
- 1904
- 1905
- 1906

Cette page dresse une liste de personnalités nées au cours de l'année 1902.

La liste des naissances est présentée dans l'ordre chronologique.

La liste des personnes référencées dans Wikipédia est disponible dans la page de la Catégorie:Naissance en 1902.

## Janvier
- 1er janvier : Everett Brown, acteur américain († 14 octobre 1953).
- 4 janvier : Marie-Renée Chevallier-Kervern, graveuse et peintre française († 19 novembre 1987).
- 7 janvier : Paul Vienney, avocat, résistant et militant communiste français († 16 septembre 1966).
- 8 janvier : Gueorgui Malenkov, homme politique russe puis soviétique († 14 janvier 1988).
- 9 janvier : Robert Tatin, peintre, sculpteur, architecte et céramiste français († 16 décembre 1983).
- 11 janvier :
  - Géa Augsbourg, peintre, illustrateur et dessinateur de presse suisse († 7 février 1974).
  - Maurice Duruflé, organiste et compositeur français († 16 juin 1986).
  - André Mériel-Bussy, peintre et graveur français († 29 octobre 1984).
- 12 janvier : Ray Teal, acteur américain († 2 avril 1976).
- 13 janvier : Raymond Ruyer, philosophe français († 22 juin 1987).
- 14 janvier : Vicente Tonijuán, joueur et entraîneur de football espagnol († 30 décembre 1983).
- 15 janvier : Mauro Núñez, musicien et compositeur bolivien († 11 octobre 1973).
- 17 janvier : Charles Jaffeux, peintre et graveur français  († 1941).
- 19 janvier :
  - Robert Delcourt, écrivain et auteur dramatique belge († 29 juillet 1967).
  - David Olère, peintre et sculpteur français († 21 août 1985).
- 20 janvier : Leon Ames, acteur américain († 12 octobre 1993).
- 21 janvier : Agnès Souret, mannequin français († 20 septembre 1928).
- 25 janvier : Lazare Volovick, peintre né en Russie († 11 avril 1977).
- 31 janvier : 
  - Tallulah Bankhead, actrice américaine (†  12 décembre 1968).
  - André Gougenheim, géographe français, académicien († 21 mars 1975).
  - Jean Picart Le Doux, peintre et tapissier français († 7 mai 1982).
  - Alva Reimer Myrdal, femme politique, diplomate et sociologue suédoise, prix Nobel de la paix en 1982 († 1er février 1986).

## Février
- 1er février : Langston Hughes, écrivain américain († 22 mai 1967).
- 3 février : Edmund Wunderlich, alpiniste et peintre suisse († 6 décembre 1985).

Charles Lindbergh, 1re traversée en avion de l'Atlantique.

- Charles Lindbergh, 1re traversée en avion de l'Atlantique.4 février : Charles Lindbergh, aviateur américain († 26 août 1974).
- 7 février : Émile Bouneau, peintre et graveur français († 7 janvier 1970).
- 8 février :
  - Bessie Jones, chanteuse américaine († 17 juillet 1984).
  - Lyle Talbot, acteur américain († 2 mars 1996).
  - Auguste Verdyck, coureur cycliste belge († 14 février 1988).
- 9 février : Ivan Leonidov, architecte, peintre et enseignant russe († 6 novembre 1959).
- 11 février : Arne Jacobsen, designer danois († 24 mars 1971).
- 12 février :
  - Jean Dulac, peintre et sculpteur français († 3 mars 1968).
  - Mario Mafai, peintre italien († 31 mars 1965).
  - Giuseppe Pinot-Gallizio, peintre italien († 13 février 1964).

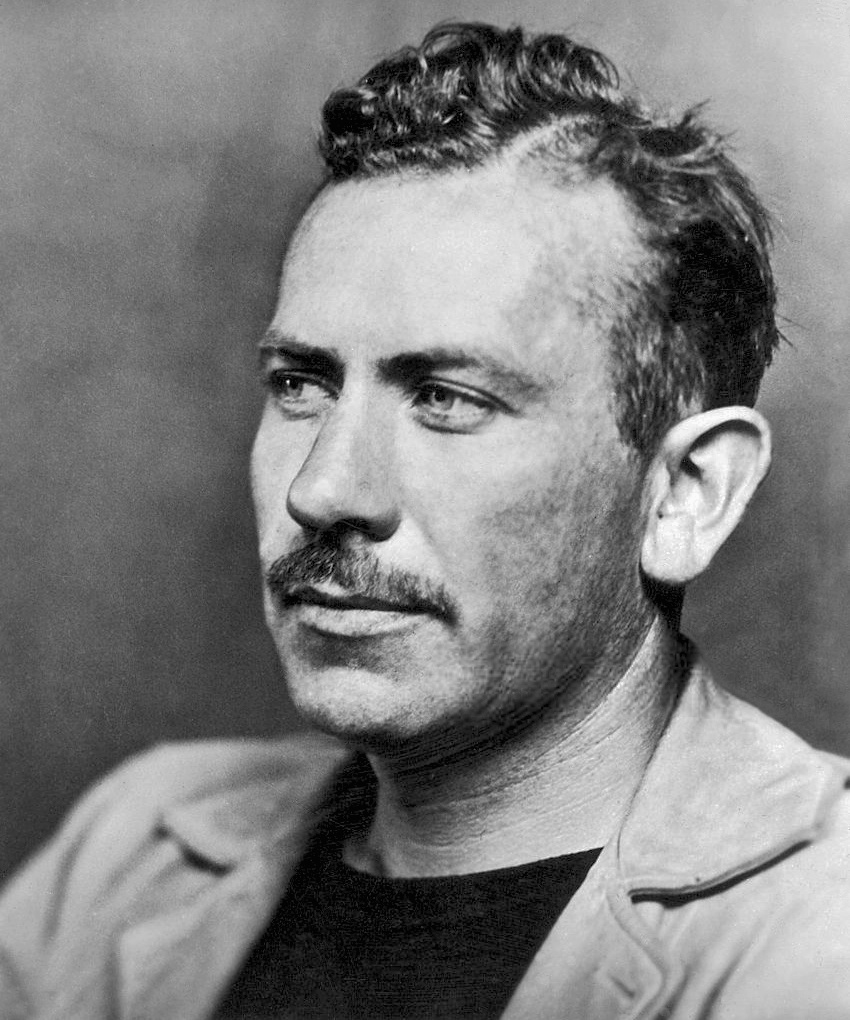
John Steinbeck, Prix Nobel de littérature 1962

- John Steinbeck, Prix Nobel de littérature 196214 février : Thelma Ritter, actrice américaine († 5 février 1969).
- 16 février :
  - Pierre Bobot, laqueur français († 23 août 1974).
  - Karl Saur, homme politique allemand († 28 juillet 1966).
  - Kathleen Snavely, supercentenaire américaine d'origine irlandaise († 6 juillet 2015).
- 20 février : Pé Verhaegen, coureur cycliste belge († 5 avril 1958).
- 21 février : Dorothy Virginia Nightingale, chimiste organique américaine († 12 juin 2000).
- 22 février : Alfred Georges Regner, peintre graveur français († 20 septembre 1987).
- 24 février : Ezio Moioli, peintre italien († 30 septembre 1981).
- 26 février : « Algabeño hijo » (José García Carranza), matador espagnol († 30 décembre 1936).
- 27 février : John Steinbeck, écrivain américain († 20 décembre 1968).

## Mars
- 1er mars : Paul Dungler, industriel du textile, militant royaliste et résistant français († 25 août 1974).
- 9 mars : Élisabeth de Rothschild, épouse du baron Philippe de Rothschild, personnalité française († 23 mars 1945).
- 12 mars : Leslie Fenton, acteur, réalisateur et producteur britannique († 25 mars 1978).
- 14 mars : Aimé Barraud, peintre suisse († 14 février 1954).
- 15 mars : Georges Brisson, peintre, graveur et céramiste français († 3 octobre 1980).
- 16 mars :
  - Henry Hansen, coureur cycliste danois († 28 mars 1985).

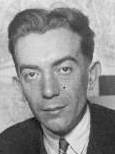
Marcel Aymé, auteur "des Contes du Chat Perché"

  - Marcel Aymé, auteur "des Contes du Chat Perché"Alexis Kalaeff, peintre français d'origine russe († 9 février 1981).
- 22 mars :
  - Grégoire Michonze, peintre français d'origine russe († 29 décembre 1982).
  - Ernest Mottard, coureur cycliste belge († 30 décembre 1949).
- 24 mars :
  - Nedeljko Gvozdenović, peintre serbe puis yougoslave († 31 janvier 1988).
  - Werner Pittschau, acteur allemand († 28 octobre 1928).
- 25 mars : Gustave Van Slembrouck, coureur cycliste belge († 7 juillet 1968).
- 26 mars : Haim-Moshe Shapira, homme politique israélien († 16 juillet 1970).
- 28 mars : 
  - Aimé Dossche, coureur cycliste belge († 30 octobre 1985).
  - Flora Robson, actrice américaine († 7 juillet 1984).
- 29 mars : Marcel Aymé, écrivain français († 14 octobre 1967).

## Avril
- 3 avril : Harry Earles, acteur américain († 4 mai 1985).
- 4 avril :
  - Manuel Granero, matador espagnol († 7 mai 1922).
  - Louise de Vilmorin (Louise Lévesque), romancière française († 26 décembre 1969).
- 5 avril : Maurice Ponte, physicien français, académicien († 26 septembre 1983).
- 6 avril : Julien Torma écrivain, dramaturge et poète français († 17 février 1933).
- 9 avril : Théodore Monod, biologiste français, académicien († 22 novembre 2000).
- 10 avril : Charles-Marie Himmer, évêque belge († 11 janvier 1994).
- 13 avril : Jesús Arámbarri, compositeur et chef d'orchestre espagnol d'origine basque († 11 juillet 1960).
- 14 avril : Francesco Zucchetti, coureur cycliste italien († 8 février 1980).Théodore Monod, grand spécialiste des déserts.
- 15 avril :

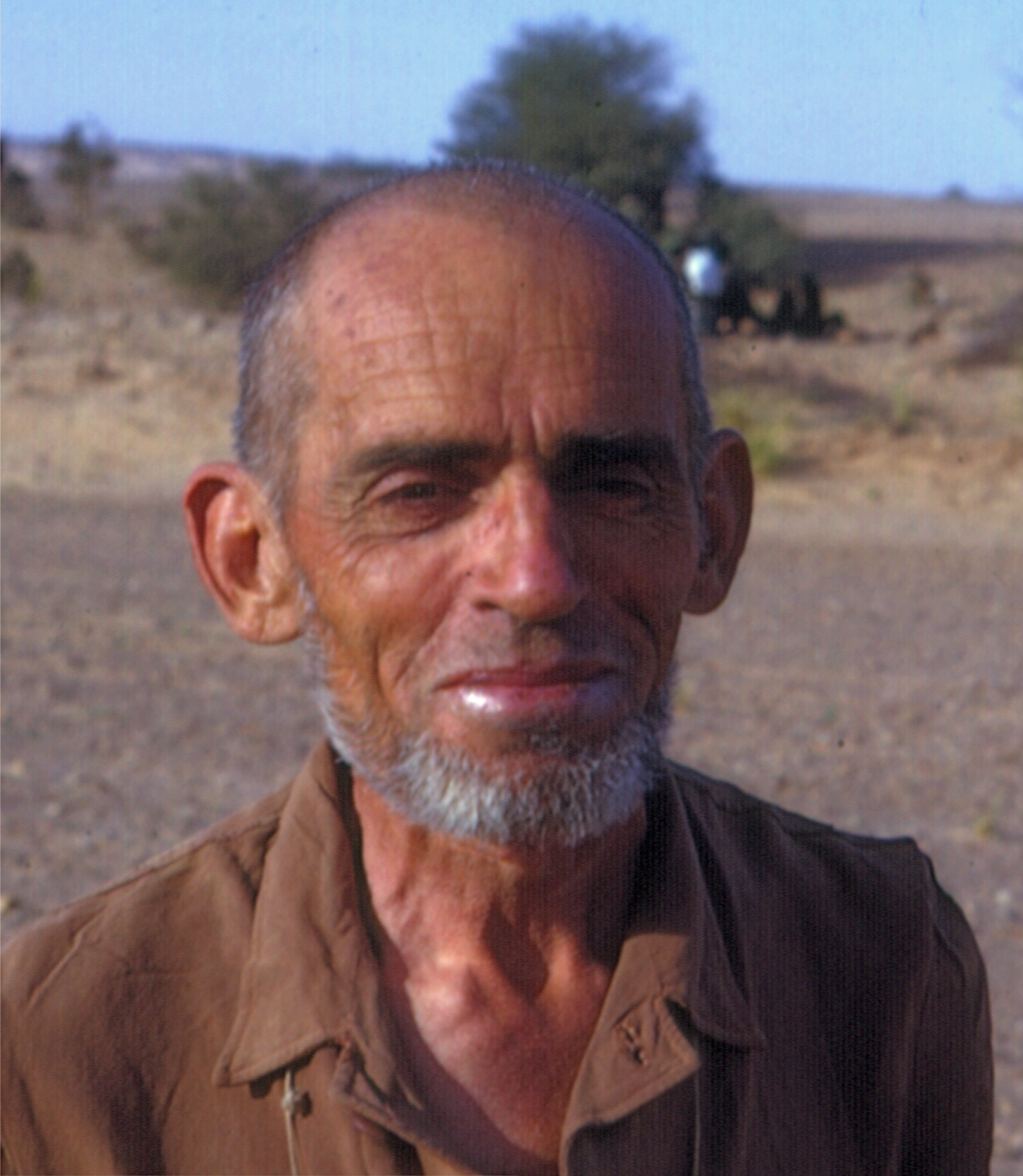
Théodore Monod, grand spécialiste des déserts.

  - Paul Broccardo, coureur cycliste français († 6 novembre 1987).
  - Chicuelo (Manuel Jiménez Moreno), matador espagnol († 31 octobre 1967).
- 17 avril : Paule Marrot, peintre française († 22 décembre 1987).
- 18 avril : Menachem Mendel Schneerson, 7e Rabbi de Loubavitch († 12 juin 1994).
- 20 avril :
  - Vesselin Stoyanov, compositeur bulgare († 29 juin 1969).
  - Donald Wolfit, acteur, directeur de théâtre, metteur en scène et pédagogue anglais († 17 février 1968).
- 25 avril : Mary Miles Minter, actrice canadienne († 4 août 1984).
- 30 avril :
  - Nicolas Engel, coureur cycliste luxembourgeois († 28 décembre 1946).
  - Heriberto Hülse, homme politique brésilien († 11 novembre 1972).
  - André-François Marescotti, compositeur suisse († 18 mai 1995).

## Mai
- 1er mai :
  - Henri Hoevenaers, coureur cycliste belge († 12 novembre 1958).
  - Kostia Terechkovitch, peintre et graveur français d'origine russe († 12 juin 1978).
- 2 mai : Brian Aherne, acteur britannique († 10 février 1986).

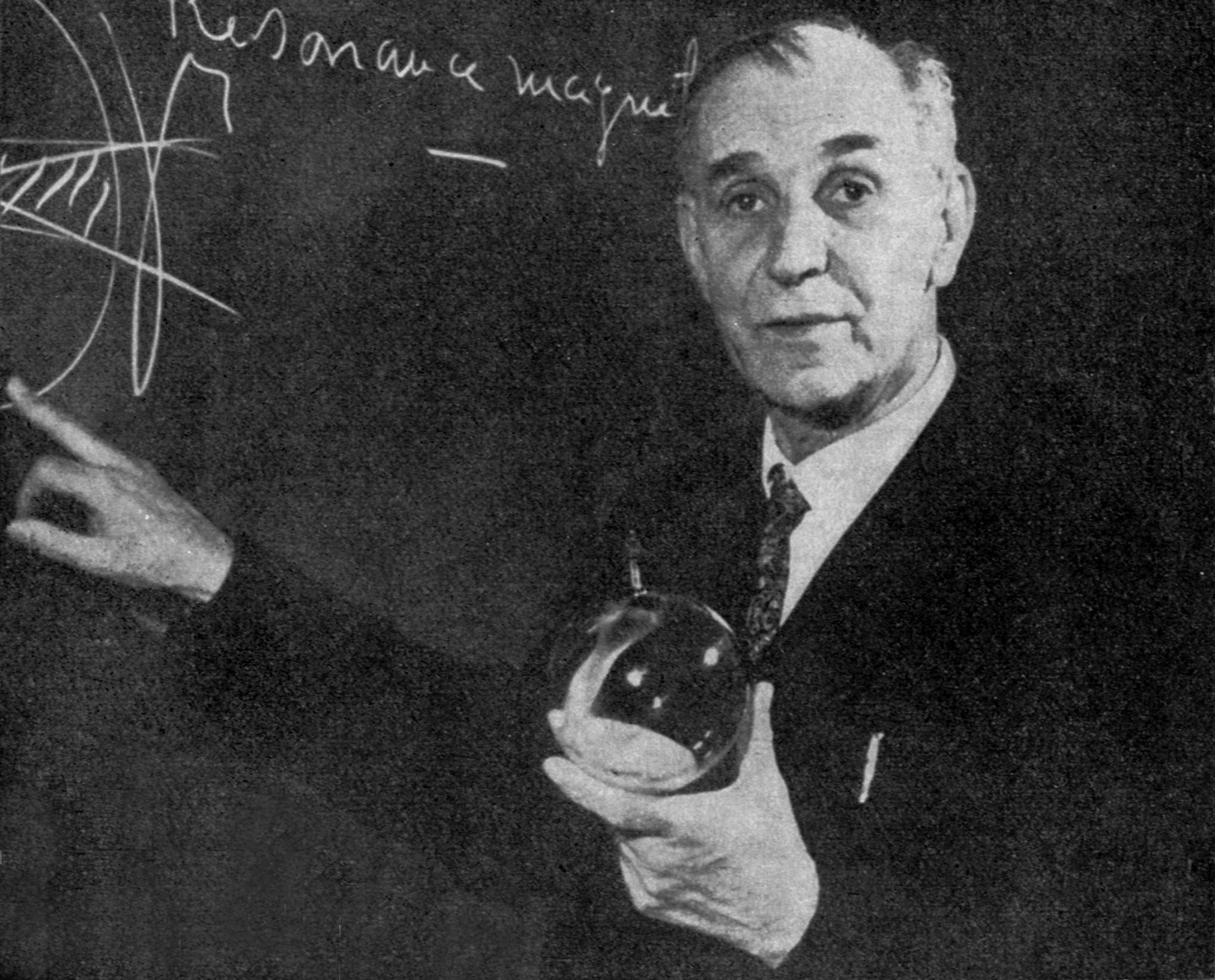
Alfred Kastler, prix Nobel de physique 1966.

- Alfred Kastler, prix Nobel de physique 1966.3 mai : Alfred Kastler, physicien français († 7 janvier 1984).
- 5 mai : Charlotte Gower Chapman, ethnologue américaine († 1982).
- 6 mai : Max Ophüls, réalisateur allemand († 25 mars 1957).
- 8 mai : André Lwoff, biologiste français († 30 septembre 1994).
- 15 mai : Marcel Montarron, journaliste judiciaire français († 23 avril 1994).
- 23 mai : Léona Delcourt, française connue sous le nom de Nadja († 15 janvier 1941).
- 25 mai : Lev Tchistovsky, peintre russe († 23 août 1969).
- 26 mai : Charles Héger, homme politique belge († 16 mars 1984).
- 28 mai : Gabriel Robin, peintre français († août 1970).
- 29 mai : Henri Guillaumet, aviateur français († 27 novembre 1940).
- 30 mai : Stepin Fetchit, acteur américain († 19 novembre 1985).
- 31 mai : Billy Mayerl, pianiste et compositeur anglais († 25 mars 1959).

## Juin
- 1er juin :
  - Siegfried Balke, chimiste allemand († 11 juin 1984).
  - Léopold Escande, ingénieur français, académicien († 13 septembre 1980).
- 4 juin : Charles Moureaux, homme politique belge († 2 août 1976).
- 6 juin : Camille Paul Josso, graveur, peintre et illustrateur français († 2 octobre 1986).
- 7 juin : Georges van Parys, compositeur français de musique de film, et d'opérette († 28 janvier 1971).
- 8 juin : Charles Kiffer, peintre, dessinateur, sculpteur, graveur et affichiste français († 20 janvier 1992).
- Barbara McClintock, prix Nobel de Médecine 1983.14 juin :

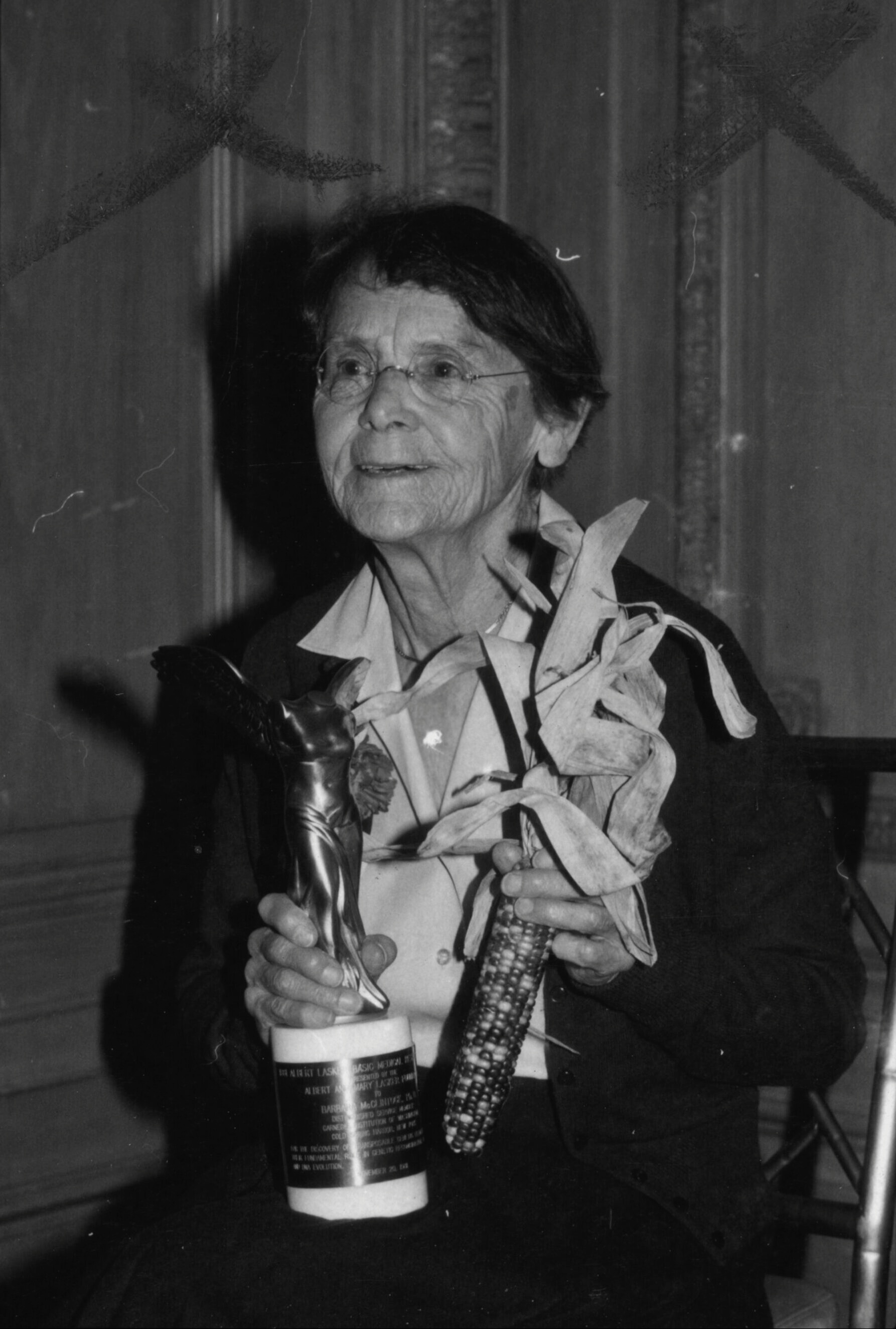
Barbara McClintock, prix Nobel de Médecine 1983.

  - Émile Théodore Frandsen, peintre franco-danois († 11 avril 1969).
  - Léon-Éli Troclet, homme politique belge († 30 avril 1980).
  - Justin Pennerath, prêtre et résistant français († 25 novembre 1944).
- 14 juin : Carl Esmond, acteur austro-américain († 4 décembre 1204).
- 16 juin :
  - Clarence Edward Beeby, pédagogue et diplomate néo-zélandais († 10 mars 1998).
  - Louis Delannoy, coureur cycliste belge († 13 décembre 1968).
  - Barbara McClintock, scientifique américaine († 2 septembre 1992).
- 22 juin :
  - David Burns, acteur et chanteur américain († 12 mars 1971).
  - André Guinebert, peintre français († 23 juillet 1990).
- 23 juin :
  - Mathias Wieman, acteur allemand († 3 décembre 1969).
  - Jack Carter, acteur américain († 9 novembre 1967).
- 25 juin : Ceferino Cella, footballeur espagnol († 4 septembre 1976).
- 26 juin : Ilia Tchachnik, peintre et designer russe († 4 mars 1929).
- 27 juin : Camille Van De Casteele, coureur cycliste belge († 12 février 1961).
- 29 juin : Sylvaine Collin, peintre française († 23 avril 1970).
- 30 juin : Michael Whalen, acteur américain († 14 avril 1974).

## Juillet
- 1er juillet : William Wyler, réalisateur américano-allemand († 27 juillet 1981).
- 3 juillet : Claude Domec, peintre français († 5 décembre 1981).
- 4 juillet :
  - Vince Barnett, acteur américain († 10 août 1977).
  - George Murphy, acteur, danseur et homme politique américain († 3 mai 1992).
- 7 juillet : Pak Se-yong, poète et homme politique nord-coréen († 28 février 1989).
- 8 juillet :
  - Oreste Bonomi, homme politique italien († 26 avril 1983).
  - Richard Barrett Lowe, homme politique américain († 16 avril 1972).
- 9 juillet :

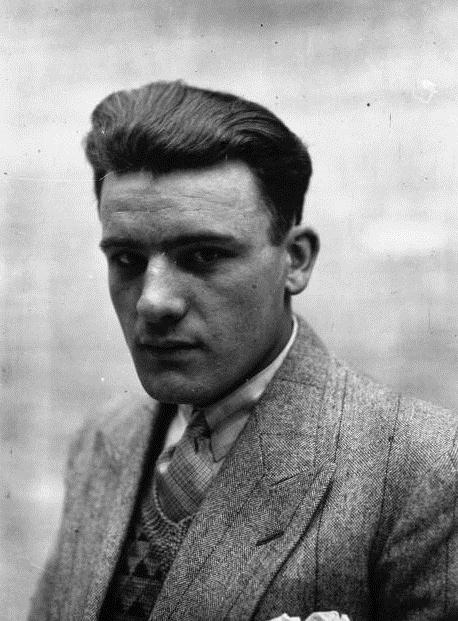
Georges Wambst, Champion olympique 1924 en cyclisme.

  - Georges Wambst, Champion olympique 1924 en cyclisme.Ricardo Montero, coureur cycliste espagnol († 19 décembre 1974).
  - André Coudrat, centenaire et doyen masculin des Français († 3 avril 2012).
- 11 juillet : Léo Collard, homme politique belge († 27 janvier 1981).
- 14 juillet : Raymond Paumier, nutritionniste français († 15 septembre 1975).
- 15 juillet : Jean Rey, homme politique belge († 19 mai 1983).
- 16 juillet : Mary Philbin, actrice américaine († 7 mai 1993).
- 17 juillet : Ernest Boguet, peintre français († 2 octobre 1975).
- 20 juillet : Paul Yoshigoro Taguchi, cardinal japonais, archevêque d'Osaka († 23 février 1978).
- 21 juillet : Georges Wambst, coureur cycliste français († 1er août 1988).
- 26 juillet : André Filippi, peintre, imagier et santonnier français († 14 avril 1962).
- 26 juillet : Marie Bloch, astronome française († 1er août 1979).
- 28 juillet : Karl Popper, philosophe des sciences († 17 septembre 1994).
- 29 juillet : Alice Hohermann, peintre polonaise († 21 juillet 1943).
- 31 juillet : David Garfinkiel, peintre français d'origine polonaise († 24 octobre 1970).

## Août
- 1er août : Giuseppe Balbo, peintre italien († 26 décembre 1980).
- 2 août : Jean Cabassu, footballeur français († 29 novembre 1979).
- 5 août : Albert Valentin, scénariste et réalisateur belge († 13 avril 1968).
- 7 août : Ann Harding, actrice américaine († 1er septembre 1981).
- 8 août :

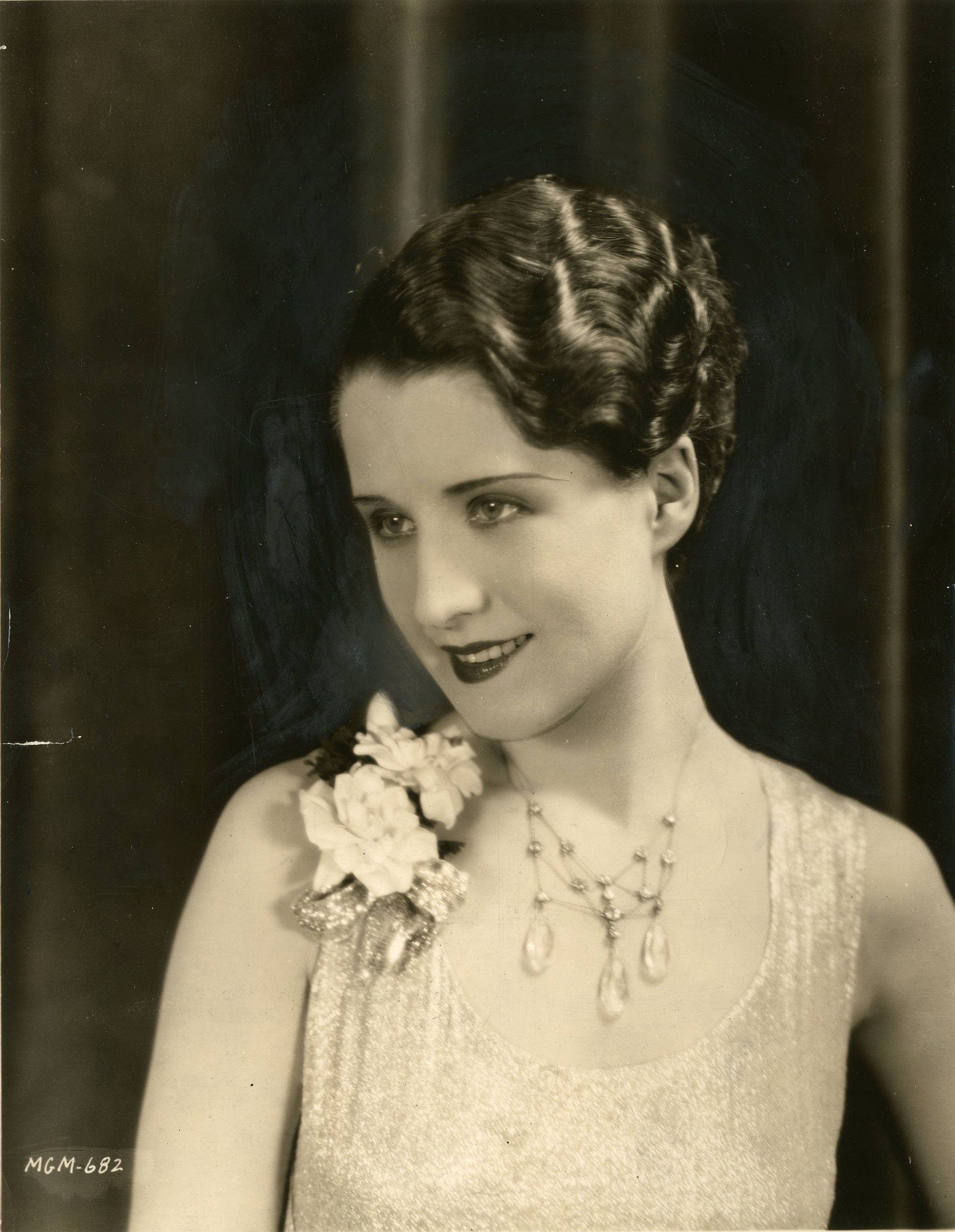
Norma Shearer, Oscar meilleure actrice 1930

  - Norma Shearer, Oscar meilleure actrice 1930Paul Dirac, physicien britannique, prix Nobel de physique en 1933 († 20 octobre 1984).
  - Goldie Michelson, supercentenaire américaine d'origine russe († 8 juillet 2016).
- 9 août : Panteleïmon Ponomarenko, général et homme politique russe puis soviétique († 18 janvier 1984).
- 10 août : Marthe Colleye, peintre française († 14 décembre 1990).
- 11 août : 
  - Alfredo Binda, coureur cycliste italien († 19 juillet 1986).
  - Norma Shearer, actrice américaine († 12 juin 1983).
- 13 août : Felix Wankel, ingénieur allemand († 9 octobre 1988).
- 15 août :
  - Adolf Hoffmeister, peintre, caricaturiste, illustrateur, scénographe, écrivain, dramaturge, traducteur, commentateur radio, enseignant, critique d'art, diplomate et voyageur tchèque († 24 juillet 1973).
  - Hüseyin Namık Orkun, historien et linguiste turc († 23 mars 1956).
- 22 août : Leni Riefenstahl, actrice et réalisatrice allemande († 8 septembre 2003).
- 25 août : Stefan Wolpe, compositeur d'origine allemande († 4 avril 1972).
- 27 août : Willam Christensen, danseur, chorégraphe et maître de ballet américain († 14 octobre 2001).
- 29 août : Fernand Guignier, peintre et sculpteur français († 12 août 1980).
- 30 août :
  - Józef Maria Bocheński, philosophe polonais († 8 février 1995).
  - Alois Carigiet, peintre, dessinateur et illustrateur suisse († 1er août 1985).

## Septembre
- 3 septembre : Mantan Moreland, acteur américain († 28 septembre 1973).
- 4 septembre :
  - Raymond Demey, joueur et entraîneur de football français († 9 septembre 1944).
  - Albert Venohr, acteur allemand († 22 juin 1979).
- 7 septembre : Roy Barcroft, acteur américain († 28 novembre 1969).
- 11 septembre :
  - Georges Ballerat, peintre paysagiste français († 12 décembre 2000).
  - Frank Ryan, militant du républicanisme irlandais († 10 juin 1944).
- 12 septembre :
  - Malcolm de Chazal, poète, écrivain et peintre mauricien († 1er octobre 1981).
  - Juscelino Kubitschek, politicien brésilien († 22 août 1976).

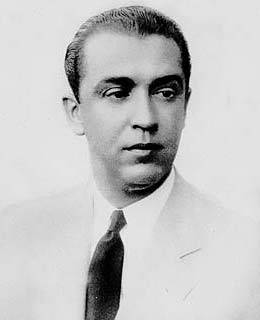
Juscelino Kubitschek, président brésilien de 1956 à 1961.

- Juscelino Kubitschek, président brésilien de 1956 à 1961.13 septembre : Richard Paul Lohse, peintre et graphiste suisse († 16 septembre 1988).
- 17 septembre : Esther Ralston, actrice américaine († 14 janvier 1994).
- 21 septembre :
  - Edward Evan Evans-Pritchard, ethnologue britannique († 11 septembre 1973).
  - Howie Morenz, joueur de hockey canadien († 8 mars 1937).
  - Toyen, peintre surréaliste austro-hongroise puis tchécoslovaque († 9 novembre 1980).
- 22 septembre :
  - Dymphna Cusack, écrivaine et militante australienne († 19 octobre 1981).
  - John Houseman, acteur américain († 31 octobre 1988).
- 24 septembre : 
  - Jean Besancenot, photographe, peintre, dessinateur et ethnologue français († 27 juillet 1992).
  - Rouhollah Khomeini, dignitaire religieux chiite et homme politique iranien († 3 juin 1989).
- 25 septembre : 
  - Henri Mabille, militaire et personnalité centrafricaine († 4 novembre 1976).
  - Chen Xiaocui, poétesse, écrivaine et peintre chinoise.
- 27 septembre : Wilhelm Jerger, compositeur, chef d'orchestre et historien de la musique autrichien († 24 avril 1978).
- 29 septembre :
  - Kenzō Okada, peintre japonais († 25 juillet 1982).
  - Mikel Koliqi, cardinal albanais († 28 janvier 1997).

## Octobre
- 2 octobre : Leopold Figl, homme d'État autrichien, premier chancelier de la Seconde République d'Autriche de 1945 à 1953 († 9 mai 1965).
- 10 octobre : Dick Ket, peintre néerlandais († 15 septembre 1940).
- 11 octobre :
  - Leon Belasco, acteur, violoniste et chef d'orchestre américain d'origine russe († 1er juin 1988).
  - Jayaprakash Narayan, homme politique indien († 8 octobre 1979).

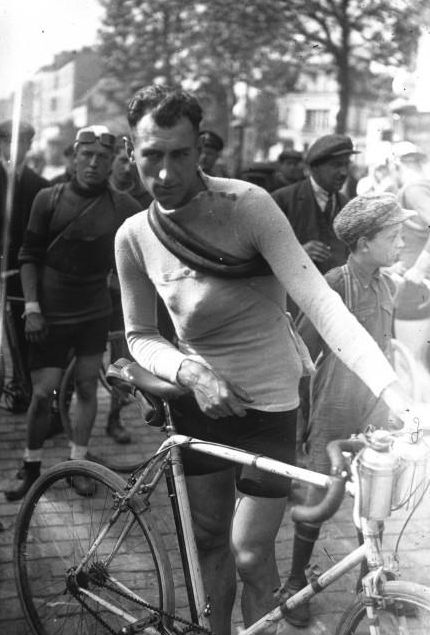
René Hamel, champion olympique 1924.

- René Hamel, champion olympique 1924.13 octobre : Franco Giorgetti, coureur cycliste italien († 18 mars 1963).
- 14 octobre :
  - Learco Guerra, coureur cycliste italien († 7 février 1963).
  - René Hamel, coureur cycliste français († 7 novembre 1992).
- 16 octobre : Jean Wyart, géologue français, académicien († 13 mars 1992).
- 17 octobre : Semyon Tchouikov, peintre russe puis soviétique († 18 mai 1980).
- 20 octobre : Felisberto Hernández, écrivain, pianiste et musicien uruguayen († 13 janvier 1964).
- 21 octobre : Juan José Tramutola, joueur et entraîneur de football argentin († 30 novembre 1968).
- 26 octobre : Gaston Goor, peintre, illustrateur et sculpteur français († 13 décembre 1977).
- 27 octobre : André Charigny, peintre français († 26 janvier 2000).
- 28 octobre : Elsa Lanchester, actrice américaine († 26 décembre 1986).
- 30 octobre : María Izquierdo, peintre mexicaine († 3 décembre 1955).

## Novembre
- 6 novembre 1902 : Lucien Jacob, chef d'un groupe de résistants français bateliers du Rhin († 27 septembre 1943).
- Philippe Leclerc de Hauteclocque, figure majeure de la libération de Paris.9 novembre :

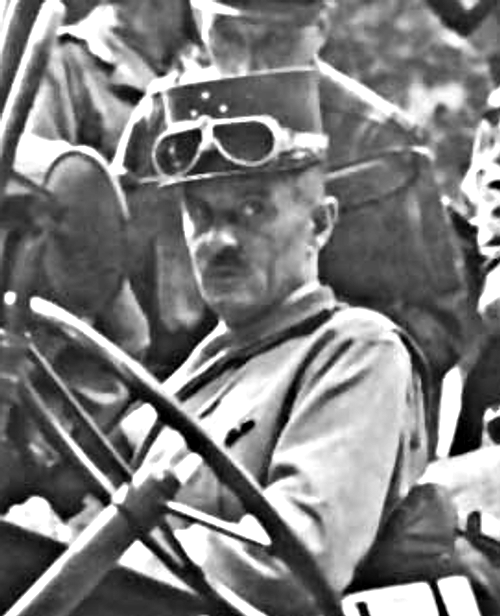
Philippe Leclerc de Hauteclocque, figure majeure de la libération de Paris.

  - Anthony Asquith, réalisateur et scénariste britannique († 20 février 1968).
  - Maurice Delavier, peintre orientaliste et graveur français († 23 novembre 1986).
- 12 novembre :
  - Giuseppe Gambarini, peintre italien († 30 mai 1990).
  - André Regagnon, peintre français († 3 juillet 1976).
- 15 novembre : S. V. Krishnamoorthy Rao, homme politique indien († 18 novembre 1968).
- 18 novembre : Franklin Adreon, réalisateur américain († 10 septembre 1979).
- 19 novembre : Trevor Bardette, acteur américain († 18 novembre 1977).
- 21 novembre : Marko Čelebonović, peintre serbe puis yougoslave († 23 juillet 1986).
- 22 novembre :
  - Emanuel Feuermann, violoncelliste autrichien († 25 mai 1942).
  - Philippe Leclerc de Hauteclocque, militaire français, Maréchal de France († 28 novembre 1947).
- 24 novembre : Pietro Chesi, coureur cycliste italien († 15 août 1944).
- 28 novembre : Karl Maria Hettlage, juriste, homme politique et militaire allemand († 3 septembre 1995).
- 29 novembre : Carlo Levi, écrivain et peintre italien († 4 janvier 1975).

## Décembre
- 2 décembre : François Ondet, coureur cycliste français († 2 août 1968).
- 3 décembre : Goldia O'Haver, infirmière américaine († 30 avril 1997).
- 6 décembre :
  - Virgilio Mortari, compositeur italien († 5 septembre 1993).
  - Nikolaï Ivanovitch Tarasov, danseur russe († 8 février 1975).
- 7 décembre : Tatiana Mavrina, peintre et illustratrice soviétique puis russe († 19 août 1996).
- 8 décembre : Wifredo Lam, peintre cubain († 11 septembre 1982).
- 9 décembre :
  - Brace Beemer, acteur américain († 1er mars 1965).
  - Margaret Hamilton, actrice américaine († 16 mai 1985).George de Kent, oncle d'Elisabeth II
- 12 décembre :

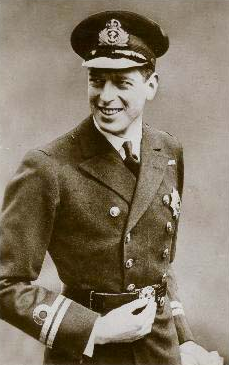
George de Kent, oncle d'Elisabeth II

  - Juan José Calandria, peintre et sculpteur uruguayen († 18 juillet 1980).
  - Louis Marchand des Raux, peintre et lithographe français († 13 janvier 2000).
- 18 décembre : Haïm Attar, peintre israélien († 1953).
- 19 décembre : Ralph Richardson, acteur britannique († 10 octobre 1983).
- 20 décembre :George de Kent, prince britannique († 25 août 1942).
- 21 décembre :
  - Marcel Bidot, coureur cycliste français († 26 janvier 1995).
  - Jean Milhau, peintre français († 7 mai 1985).
- 22 décembre :
  - Tava Colo, supercentenaire française († 1er mai 2021).
  - Albert Montmerot, peintre paysagiste français († 15 juin 1942).
- 28 décembre :
  - Shen Congwen, écrivain chinois († 10 mai 1988).
  - Tomasz Stankiewicz, coureur cycliste sur piste polonais († 21 juin 1940).
- 29 décembre : Marceau Verschueren dit V. Marceau, accordéoniste et compositeur français († 22 octobre 1990).
- 30 décembre : Anton Prinner, peintre, graveur et sculpteur français d'origine hongroise († 5 avril 1983).

## Date inconnue
- Tatu Boulach, révolutionnaire communiste avare.
- Refik Epikman, peintre turc († 17 mai 1974).
- Inada Saburō, peintre et graveur japonais  († 1970).
- Maude Rooney, militante des droits des femmes et des consommateurs irlandaise († 9 décembre 1974).